# Chemoklina
Chemoklina – strefa gwałtownej zmiany chemizmu (stężenia soli mineralnych) w stratyfikowanym zbiorniku wodnym. Zwykle znajduje się w metalimnionie. Często towarzyszy termoklinie i oksyklinie. Zwykle jest pochodną różnic w stężeniu tlenu.
Szczególnie silna chemoklina pojawia się w jeziorach (oraz morzach śródlądowych), które nigdy nie mieszają się całkowicie (meromiktycznych). Znajduje się ona wówczas na granicy wierzchniej warstwy wody mieszającej się i głębinowej warstwy wody stagnującej. Taki stan ma miejsce, gdy stężenie soli w wodzie głębinowej jest tak duże, że woda ta ma gęstość większą niż największa okresowa gęstość wód powierzchniowych (występująca podczas ich ochłodzenia), przez co nie zachodzi mieszanie się tych dwóch warstw.